# Guglielmo Borsiere
Guglielmo Borsiere (Guiglielmo en l'ortografia original), és un personatge que probablement fou real, i potser visqué en temps de Dante, però del qual no es té cap informació històrica certa. Només es tenen les cites que fan en els seus llibres Dante Alighieri i Giovanni Boccaccio, a part de les opinions que expressen els comentaristes.

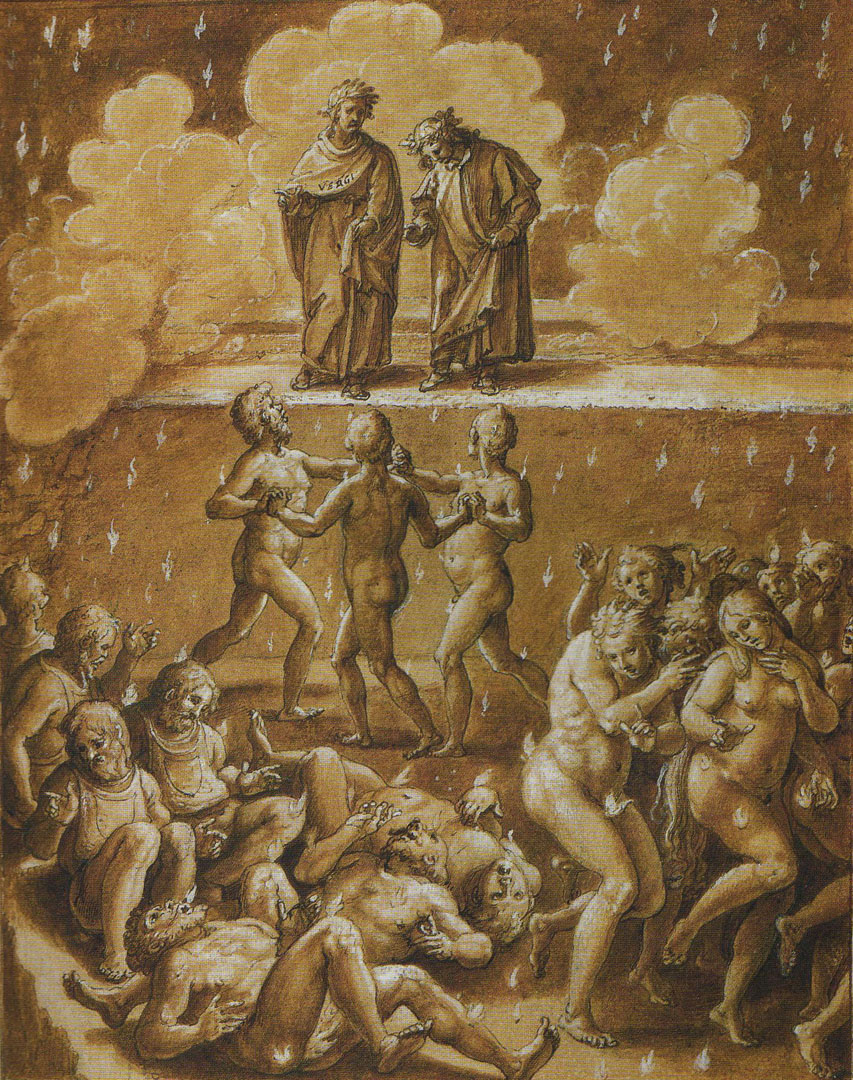
Giovanni Stradano (1587): «però digues, hi ha cortesia i valor a la nostra ciutat...»

## A la Divina Comèdia
«però digues, hi ha cortesia i valor
a la nostra ciutat, com n'hi hagué abans?
o han desaparegut completament?
perquè Guglielmo Borsiere, que es dol
amb nosaltres fa poc, i va amb la colla,
ens fa patir amb les coses que conta »
(Dante Alighieri, Inf. XVI v. 70-72)
En l'Infern, de la Divina Comèdia de Dante en el Cant, setzè (vv. 64- 72), Iacopo Rusticucci està demanant a Dante per Florència, perquè un altre pecador florentí (pensem que estem en el grup de sodomites, “pecadors contra natura”), recentment arribat, anomenat Guglielmo Borsiere (v. 70, indicat aquí amb el nom complet), ha portat males notícies que l'han preocupat.
Els antics comentaristes, en aquesta escena, a més de deduir la data de la mort de Borsiere com propera a la data del viatge imaginari de Dante (any 1300), van afegir que era un cortesà recordat com a liberal i generós. No hi hauria cap raó en aquest passatge per inserir un personatge de ficció (potser extret de la literatura) per la qual cosa, la manca de dades d'arxiu no ens autoritza a pensar en la inexistència real del personatge. Alguns han aparellat la seva figura de missatger de la mala situació florentina amb un altre cortesà famós, aquell Ciacco, que és el primer a parlar de Florència en la Divina Comèdia (Inf. VI, vv. 64-75).
Fins i tot Boccaccio va fer una nota en el seu comentari sobre l'Infern de Dante: "Aquest fou cavaller de cort, un home culte, refinat, i de lloables maneres. Era la seva funció, i la d'altres companys seus, tractar de fer la pau entre els grans i els gentilhomes; negociar els matrimonis i els lligams de parentiu i, de vegades, amb narracions agradables i honestes, recrear els ànims dels cansats i confortar-los amb assumptes honorables"(Esposizioni 698-699).
D'aquest personatge també hi ha controvèrsia entre els antics comentaristes sobre l'origen mateix del cognom: Segons Benvenuto, li ve per la professió que va exercir durant anys (“fou un ciutadà florentí, fabricava borses i segons els seus costums, agradable i generós”). El Buti entén Borsiere com un patronímic real “...era de la família dels Borsieri”. Landino acaba reunint les dues hipòtesis (“alguns diuen Borsiere perquè fabricava bosses; altres afirmen... ser nom de família noble”)

### La pregunta de Iacopo Rusticucci
Rusticucci li pregunta a Dante: hi ha cortesia i valor / a la nostra ciutat, com n'hi hagué abans? / o han desaparegut completament?
Solia ser habitual a Florència, que gairebé per cada veïnat o poble,  acostumaven a ajuntar-se alguns veïns, els quals per costum i riquesa podien i feien una brigada, o grup, es vestien de conjunt un o dos cops l'any, cavalcaven per la contrada, anaven a dinar i sopar junts, sense excedir-se ni en la forma del convit ni en les despeses: i així encara invitaven de vegades alguns dels seus veïns i dels honorables ciutadans; i si succeïa que algun gentilhome arribés a la ciutat, aquella brigada jutjava que era la més indicada per treure el visitant de l'alberg i rebre’l més honorablement. I entre ells sempre es conversava sobre la cortesia i sobre obres boniques i lloables: en això consisteix la pregunta, aquest costum es manté encara a Florència o no? Donat que era cosa que en els seus temps es feia, desitja saber-ho de Dante, ja que Guglielmo Borsiere, el qual visqué molt de temps, diu que en la seva joventut aquell costum era habitual i que en l'actualitat s'havia perdut.

## En el Decameró
Boccaccio va recuperar aquest personatge per una de les seves novel·les del Decameró (primera jornada, novel·la vuitena). A la història, s'explica com aquest cortesà florentí, que es va trobar a Gènova amb l'avar i riquíssim messer Erminio dels Grimaldi, dona l'oportunitat a Boccaccio d'elogiar allò que en el passat era un hàbil cortesà i censurar la mesquinesa a la qual aquesta professió s'havia devaluat en els seus dies.
Erminio va portar Guglielmo amb altres genovesos a visitar una casa nova, demanant al cortesà, el qual havia «vist i sentit moltes coses», quin tema podia pintar a la paret d'una gran sala. A la qual cosa Guglielmo li va donar un enginyós consell: "Feu-hi pintar la cortesia" («Fateci dipignere la Cortesia.»), consell que va fer avergonyir l'avar i el va decidir a canviar de vida.
«De tanta virtut fou el consell donat per Guglielmo que, a partir d'aquell dia (messer Erminio), va ser el més liberal, el gentilhome més amable i el que més va honrar els ciutadans i forasters que cap altre que es trobés a Gènova en els seus temps.»
(Decameró: primera jornada, novel·la vuitena).
La novel·la segueix sent un espiell per avaluar la fama de Guglielmo, viva encara mig segle després de la seva mort, esdevinguda pel que Dante deixa entendre, poc abans de 1300 (Rusticucci diu de Guglielmo:”que es dol amb nosaltres de fa poc” a l'Infern); i devia ser bastant vell, si es té en compte que el poeta el presenta amb gran familiaritat amb els altres tres florentins, per cert, més famosos que ell “des de sempre / els vostres fets i noms tan honorats / amb afecte els citava i escoltava.” (Infern Cant XVI, vv.58- 60), i tots tres havien mort abans del 1272.